# Pterolophia funebris
Pterolophia funebris là một loài bọ cánh cứng trong họ Cerambycidae.